# 新潟バーガー
新潟バーガー（にいがたバーガー）は新潟県および新潟市で販売されているハンバーガーの総称。

## 概要
2006年頃から新潟県内および新潟市のイベントなどで販売されており、パンに米粉を使用しているのが特徴となっている。

## 新潟バーガーの定義
新潟バーガーには“新潟バーガー憲章”が定められており、新潟バーガー憲章にもとづいた新潟バーガーの定義は以下のとおり。
- パンは新潟産コシヒカリ米を使用し、生地への米粉の混入率が80％以上。（大きさ・形状は問わない）
- 具材は新潟産の食材を50％以上使用。（出来るだけ使用率を高める事）
- 人工添加物保存料、人工着色料等はなるべく使用しない。（使用する場合には食品の表示法に基づき表記する）

また、調理・販売する際は「食の陣実行委員会」に届けて認可を受ける必要がある。

## バリエーション
- 新潟バーガー
  - 越後もち豚ヒレカツバーガー
  - 海老しんじょうバーガー
  - 烏賊（いか）バーガー

- 「新」新潟バーガートリオ
  - フィッシュバーガー
  - しろねポークバーガー
  - イカタコバーガー

- 地元テレビ局による企画ハンバーガー
  - スマスタバーガー（村上牛焼肉バーガー）
  - NSTナシテバーガー かみはやしハムのベーコンエッグ赤ひげチップのせ

### 新潟県内のハンバーガー
- 五泉里いもとベーコンのカルボソースバーガー
- 上越深雪豚のミルフィーユ・カツバーガー

## 販売される主なイベント
- にいがた冬・食の陣
- 新潟バーガーまつり